# Имбери (Порторико)
Имбери (шп. Imbéry) град је у америчкој острвској територији Порторико, острвској држави Кариба.

## Демографија
По попису из 2010. године број становника је 3.899, што је 878 (29,1%) становника више него 2000. године.
| Група             | 2000.         | 2010.         |
| Белци             | 19 (0,6%)     | 28 (0,7%)     |
| Афроамериканци    | 138 (4,6%)    | 241 (6,2%)    |
| Азијати           | 0 (0,0%)      | 2 (0,1%)      |
| Хиспаноамериканци | 2.999 (99,3%) | 3.869 (99,2%) |
| Укупно            | 3.021         | 3.899         |